# 1652
سنة 1652 كانت سنة كبيسة تبدأ يوم الإثنين (الرابط يظهر نموذج التقويم الكامل للسنة) من التقويم اليولياني.

## أحداث
- بداية الحرب الإنجليزية الهولندية الأولى في 1652 والتي انتهت في 1654.
- 12 فبراير - أعلن أوليفر كرومويل، حامي إنجلترا اللورد كرومويل، أن مجلس اسكتلندا سينظم شؤون الكنيسة كجزء من شروط دمج اسكتلندا في إنجلترا، ويلغي المشيخية كدين الدولة في اسكتلندا.
- 29 مارس - كسوف الشمس الكلي في 8 أبريل/نيسان 1652 (”الاثنين الأسود“).
- 6 أبريل - البحار الهولندي يان فان ريبيك يؤسس معسكر إعادة تموين لشركة الهند الشرقية الهولندية في رأس الرجاء الصالح في جنوب أفريقيا الحالية، وبالتالي تأسيس كيب تاون.
- 18 مايو - أصدرت رود آيلاند أول قانون في أمريكا الشمالية يجعل الرق غير قانوني.

## مواليد
- آغا يوسف باشا صدر أعظم عثماني
- إبراهيم بن موسى الفيومي
- إليزابيث شارلوت من بالاتينات كاتبة ألمانية
- كليمنت الثاني عشر

## وفيات
- إنيغو جونز